# Sumiyoshi (Osaka)
Sumiyoshi (jap. 住吉区 Sumiyoshi-ku) – jedna z 24 dzielnic (区 – ku) w Osace w Japonii.